# Domingo Amoreti Ruiz
Domingo Amoreti Ruiz   (Burgos, 1895 - 18 de febrer de 1949) va ser un sacerdot i compositor espanyol.
Amoreti va fer els seus primers estudis musicals al Col·legi per a nens de cor de la Catedral.
Va ser mestre de capella a la catedral de Burgos des de (1938) director de l'Orfeó burgalés i professor de solfeig a l'Escola Municipal de la mateixa ciutat. Va morir a la seva ciutat natal, després d'un mes de greu malaltia.
Va ser professor del compositor Carmelo Alonso Bernaola.
Va compondre sobretot música religiosa i va harmonitzar melodies populars. Però la seva composició més popular fou Romeria en Castilla.